# Mycetophila strigata
Mycetophila strigata är en tvåvingeart som beskrevs av Rasmus Carl Staeger 1840. Mycetophila strigata ingår i släktet Mycetophila och familjen svampmyggor. Arten är reproducerande i Sverige. Inga underarter finns listade i Catalogue of Life.